# شركة الحفر العراقية
شركة الحفر العراقية هي شركة عراقية تابعة إلى وزارة النفط العراقية تاسست عام 1990، معنية بحفر واستصلاح الابار النفطية في جميع أنحاء العراق. وكان الغرض من تأسيسها هو تركيز عمليات الحفر والاستصلاح في شركة عراقية واحدة، بعد ان كانت هذه العمليات تتم من قبل شركات الاستخراج مثل شركة نفط الجنوب ونفط الشمال. واستطاعت شركة الحفر العراقية وبعد عام 2003 من امتلاك 43 جهاز حفر واستصلاح وخلال تلك المسيرة تمكنت الشركة من انجاز حفر 230 بئر واستصلاح 600 بئر في الفترة بين عام 1990 ولغاية 2003.